# IFK Motala
IFK Motala ist ein schwedischer Sportverein aus der Stadt Motala.
Heute hat der Verein zwei Sektionen, eine für Fußball (IFK Motala Fotboll) und eine für Bandy (IFK Motala Bandy).
Der Verein hat seinen Ursprung im Verein Holms IF, welcher am 27. Februar 1932 gegründet wurde. Im Jahre 1937 verband sich dieser Verein mit dem Fußballverein Motala FF. Die neue Sportvereinigung nannte sich von da ab IFK Motala. Fußball war von Anfang an im Programm des Vereins. Seit dem Jahr 1947 hatte IFK Motala auch eine Handballsektion, welche jedoch 1971 wieder eingestellt wurde. Im Jahre 1965 kam Bandy als damals dritte Sportart hinzu, welche sich in der Folgezeit zum Aushängeschild des Vereins entwickelte, einmal schwedischer Meister wurde und die heute (Saison 2006) in der höchsten schwedischen Spielklasse im Bandy spielt.

## IFK Motala Fußball
IFK Motala Fußball ist die älteste Sektion des Vereins. Allerdings kann sie keine großen sportlichen Erfolge vorweisen. In der Saison 2006 spielt die Herrenmannschaft in der Division 4 Västra, was der 6. Liga entspricht. Daneben gibt es noch einige Jugendmannschaften, welche ebenfalls am regulären Spielbetrieb teilnehmen.

## IFK Motala Bandy
Seit 1979 spielt IFK Motala Bandy in der Bandyallsvenskan und konnte in dieser Zeit bisher zweimal am Finalspiel um den schwedischen Meistertitel teilnehmen, wovon eines gewonnen wurde. 

### Erfolge
- Schwedischer Meister: 1987